# Reubat
Reubat is een bestuurslaag in het regentschap Pidie van de provincie Atjeh, Indonesië. Reubat telt 432 inwoners (volkstelling 2010).